# Соломон Россин
Россин, Соломон (творч. псевдоним, наст. имя Розин, Альберт Соломонович; 26 апреля 1937, Гомель, Белорусская ССР) – российский художник, живописец. Представитель ленинградского андеграунда 1970-1980-х годов, экспрессионист, мастер широкоформатной тематической картины.

## Биография
Родился 26 апреля 1937 года в Гомеле в семье маляра-альфрейщика. В 1941 году семья эвакуировалась на Урал (поселок Максай в 2 км от Новотроицка), где прошло детство и юность будущего художника. Учился в поселковой школе, последние три класса десятилетки окончил (с отличием) в Новотроицке и в 1955 году поступил в ЛВХПУ им. В.И. Мухиной, а в 1958 году перевелся в Московское Строгановское ВХПУ, которое окончил по классу керамики в 1963 году. Получив свободный диплом, уехал в с. Верхняя Тойма Архангельской области, где работал школьным учителем. Там он выработал основы своего художественного почерка и принял псевдоним Соломон Россин. В 1965 году переехал в г. Гатчину Ленинградской области, где устроился художником-оформителем в филиал Физико-технического института им. А. Ф. Иоффе, в дальнейшем ЛИЯФ. С этого времени активно занимался живописью и выставлялся. Преподавал в детской изостудии. С 1976 по 1990 г. жил в Ленинграде. В период 1966 - 1989 гг. совершил множество поездок по стране: Бурят-Монголия, Урал, Средняя Азия, Поволжье, Украина, север России. На основе огромного количества рисунков и этюдов с натуры создал тематические циклы «Очарованная Азия», «Самаркандские цыгане», «Простая жизнь», «Юрты», а также циклы картин на исторические сюжеты: Пугачёвский бунт, Бородинское сражение и др. Среди художников ленинградского андеграунда Россин выделялся как единственный мастер широкоформатной тематической картины.
Был активным членом Товарищества экспериментального искусства (ТЭИИ) с момента его образования в 1981 году, участвовал в многочисленных выставках объединения, избирался в выставком ТЭИИ. Очевидцы вспоминают, что "Россин во время жестких обсуждений с представителями Комитета по культуре, которые цензурировали выставки, держался с неизменной спокойной дерзостью, никому из чиновников не позволяя унижать ни себя, ни товарищей".
С 1990 года художник живет во Франции (г. Ланьон, Бретань), при этом ежегодно несколько месяцев работает в России, которая остается для него источником живописных образов. В 2012 году в Мраморном дворце Русского музея (Санкт-Петербург) состоялась большая ретроспективная выставка художника. Россин показал более 30 выставок во Франции и других странах Европы; в 2005 году он был награжден Первой премией Осеннего салона в Париже.
Картины Россина хранятся в частных собраниях Европы, США и Канады и входят в коллекцию живописи Государственного Русского музея (Санкт-Петербург).

## Галерея

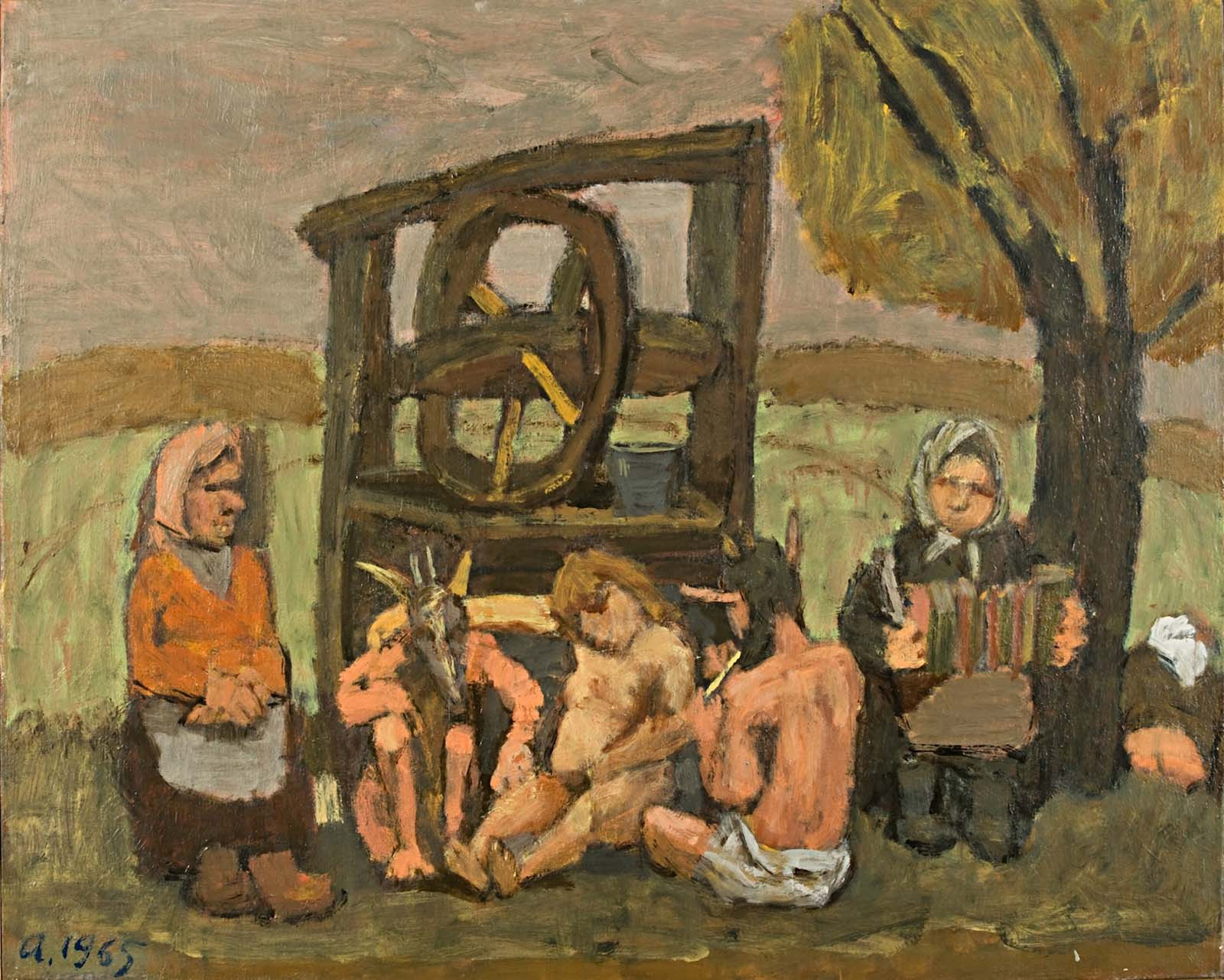
Сельский концерт, 1965. Х., м.
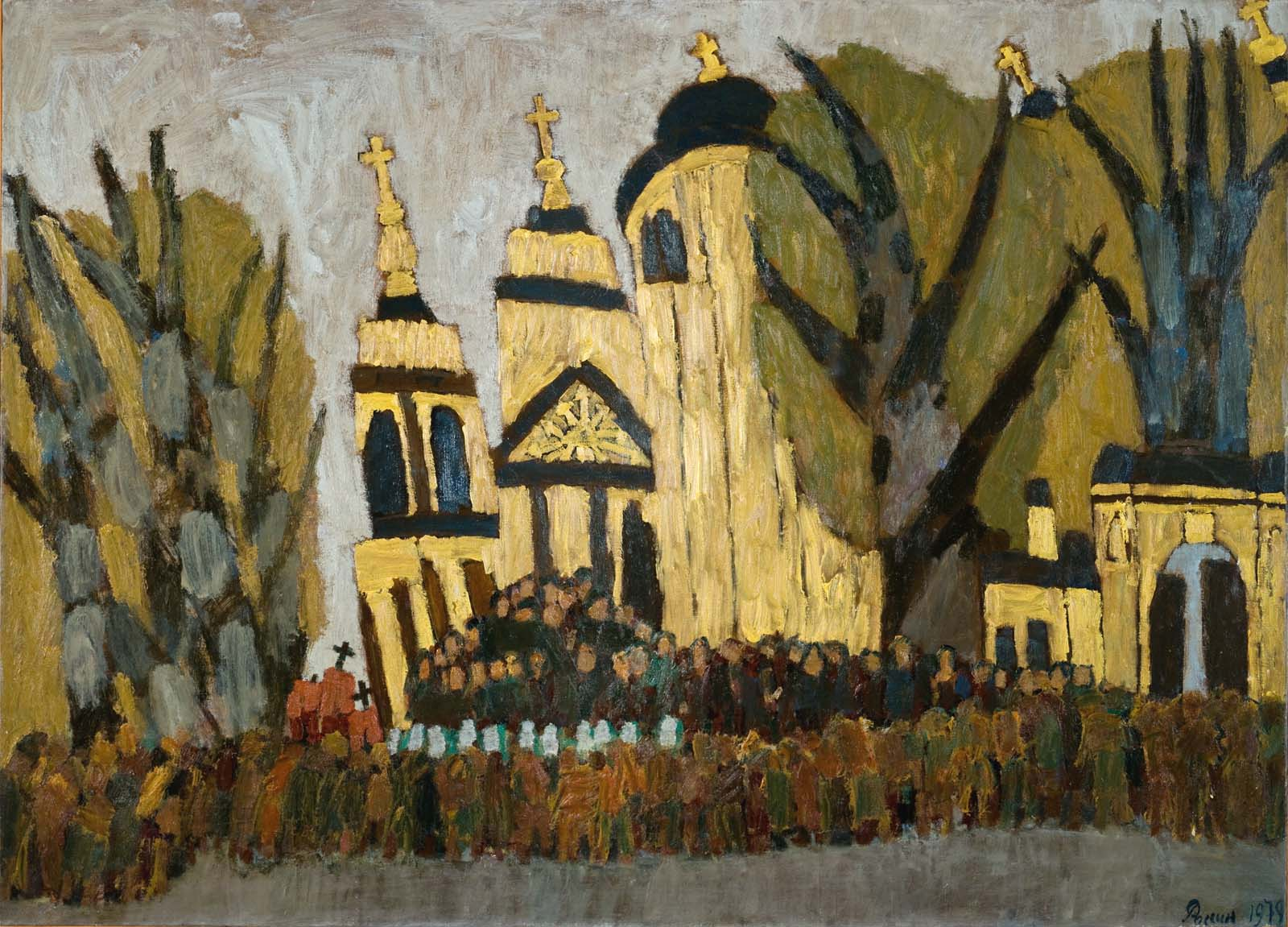
Похороны Митрополита Никодима, 1979. Х., м.
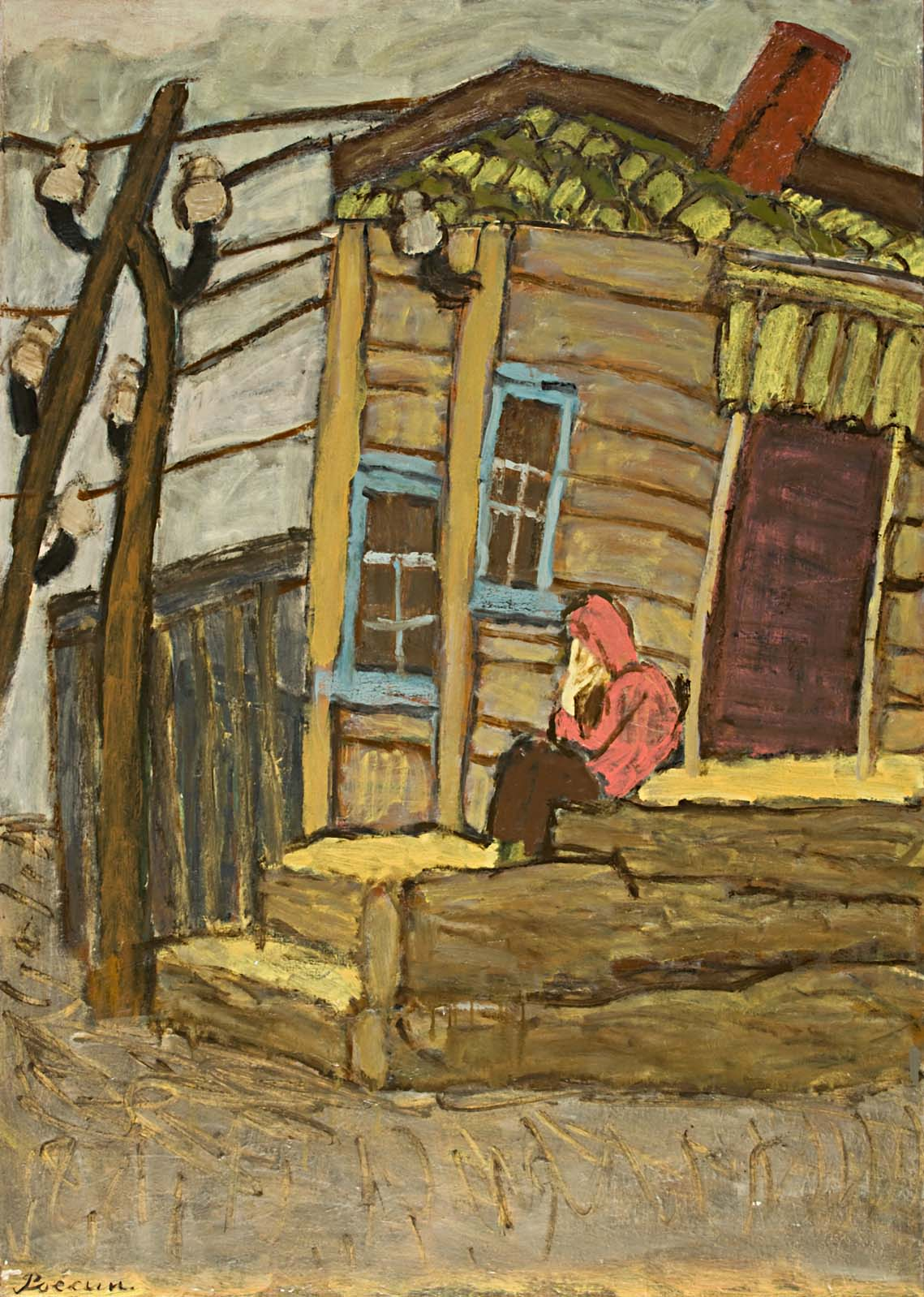
Два окошка, 1980. Х., м.
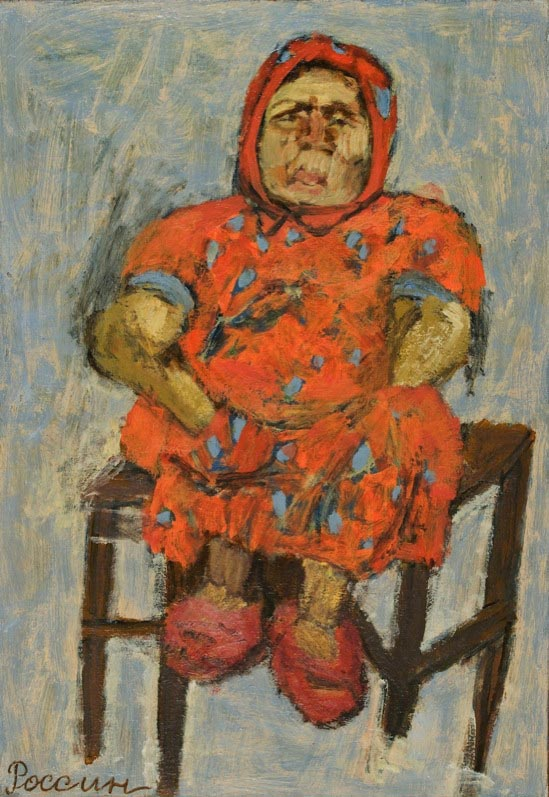
Крошечка-старушечка, 1974. Х., м.
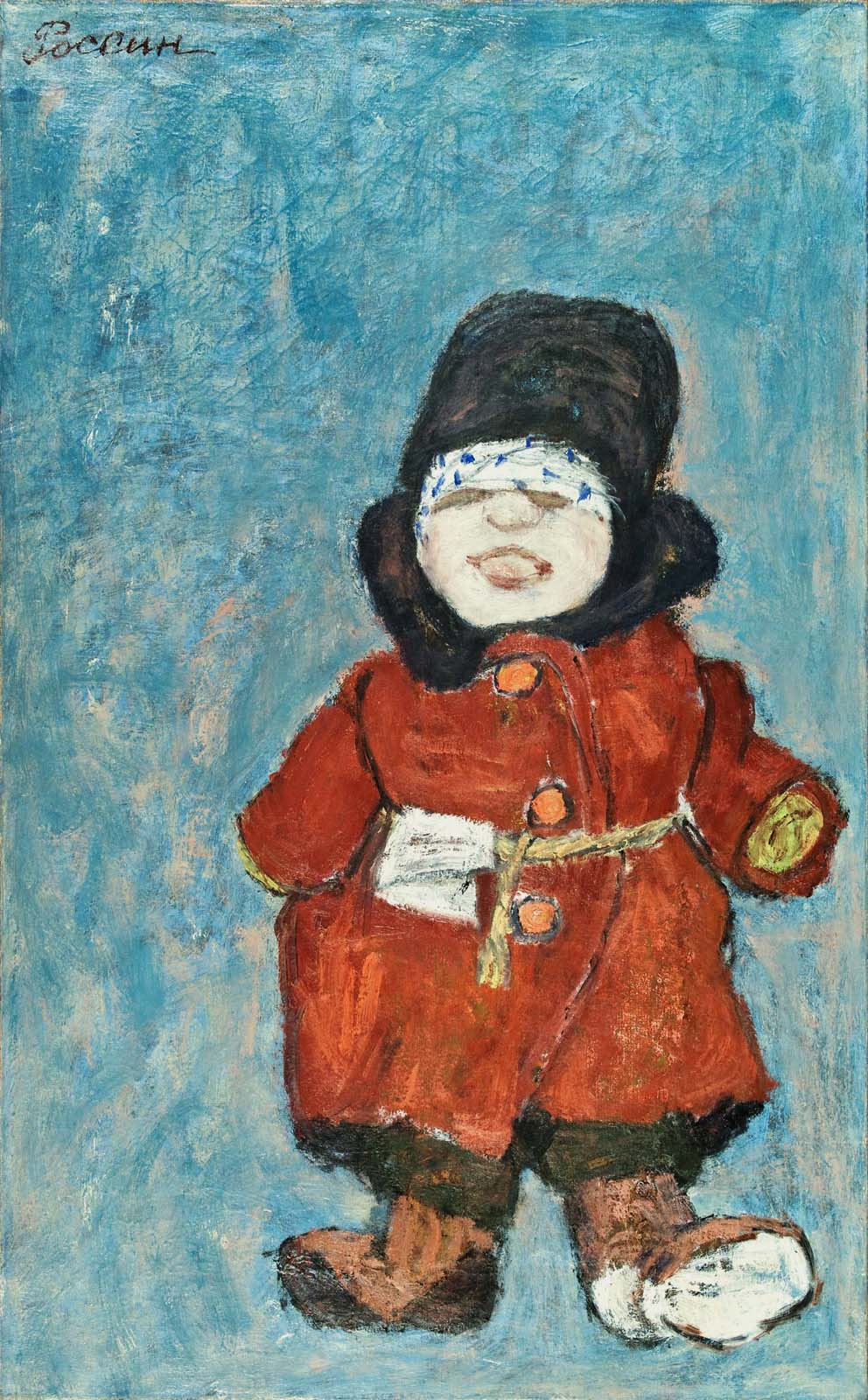
Зима, 1980. Х., м.
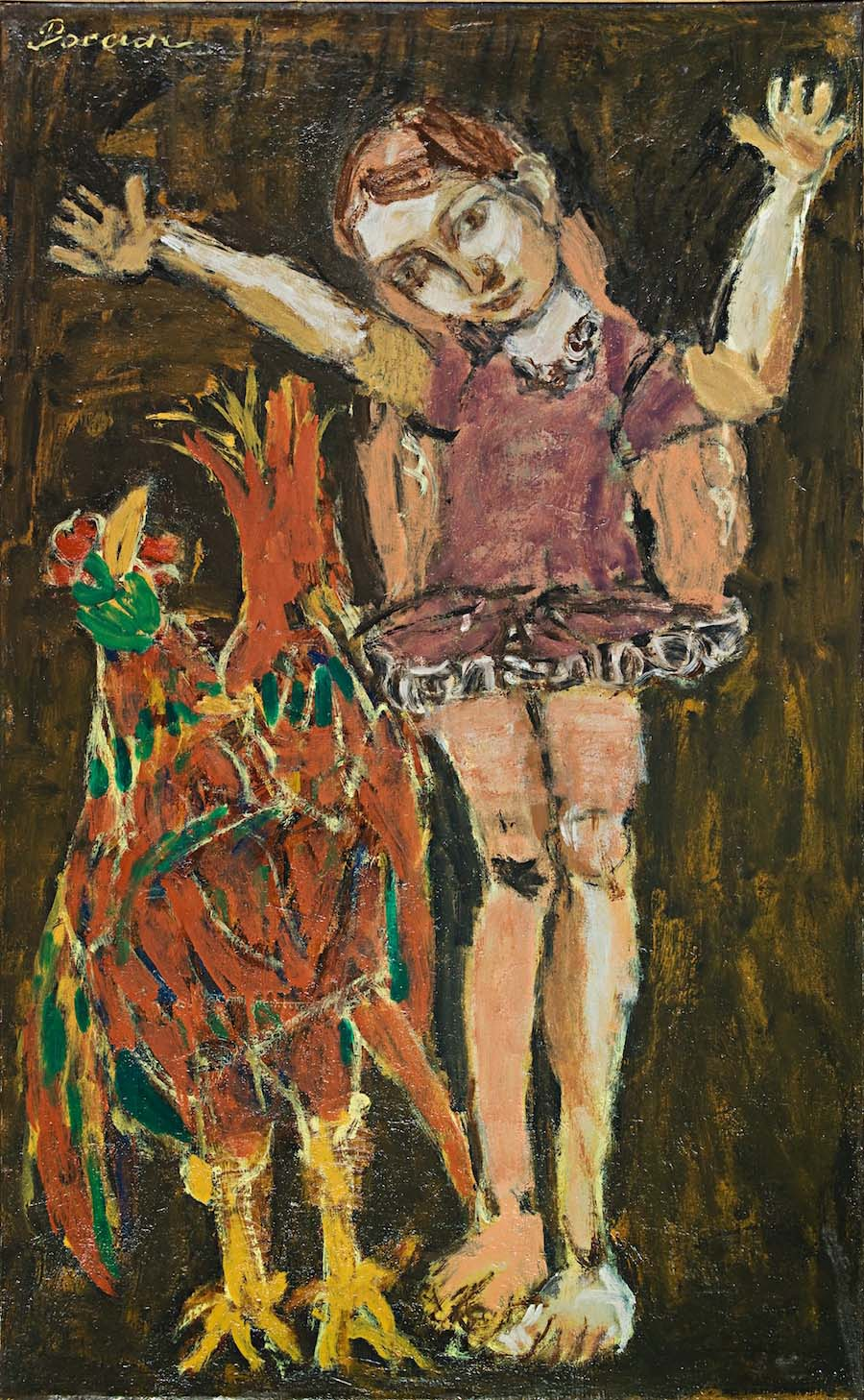
Лето, 1983. Х., м.
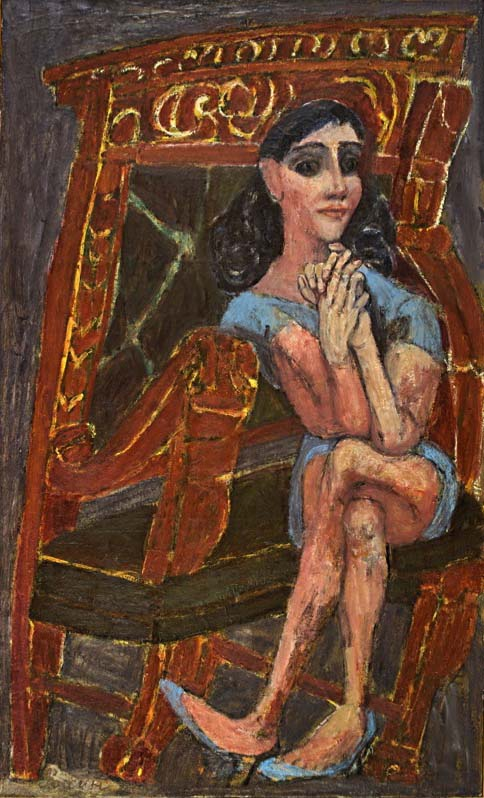
Ликино счастье, 1983. Х., м.
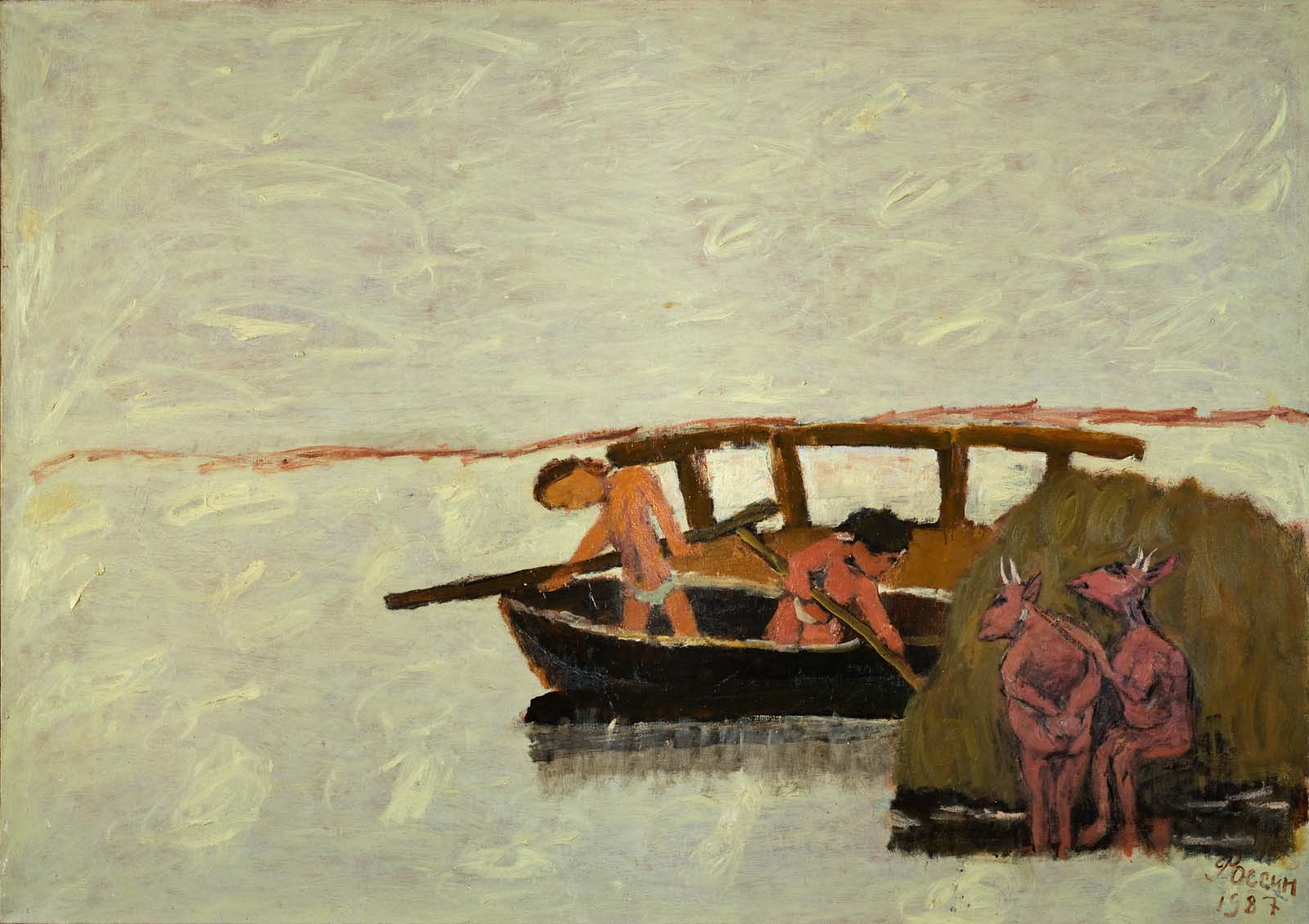
Ликующая даль, 1987. Х., м.
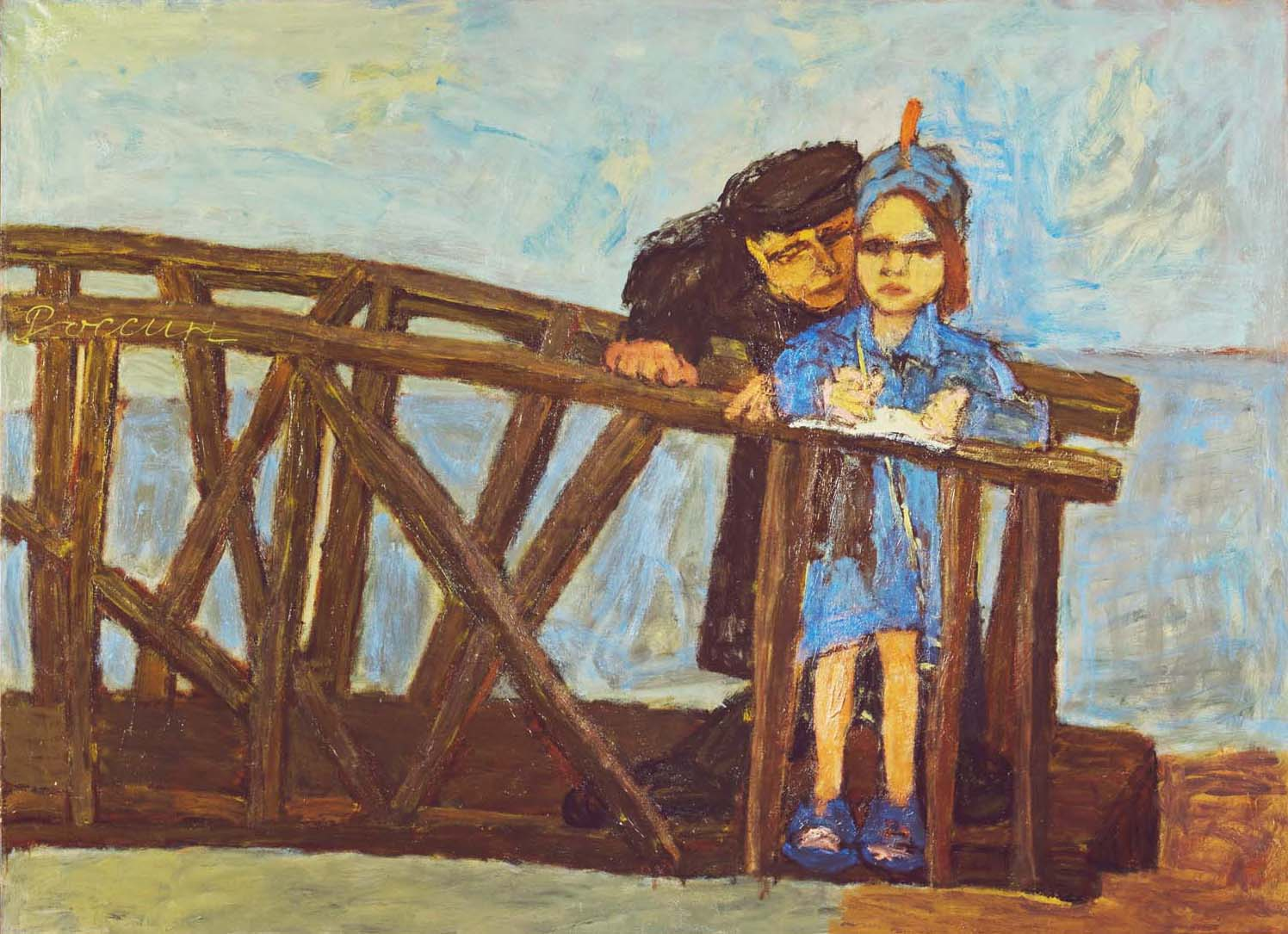
Урок рисования, 1988. Х., м.
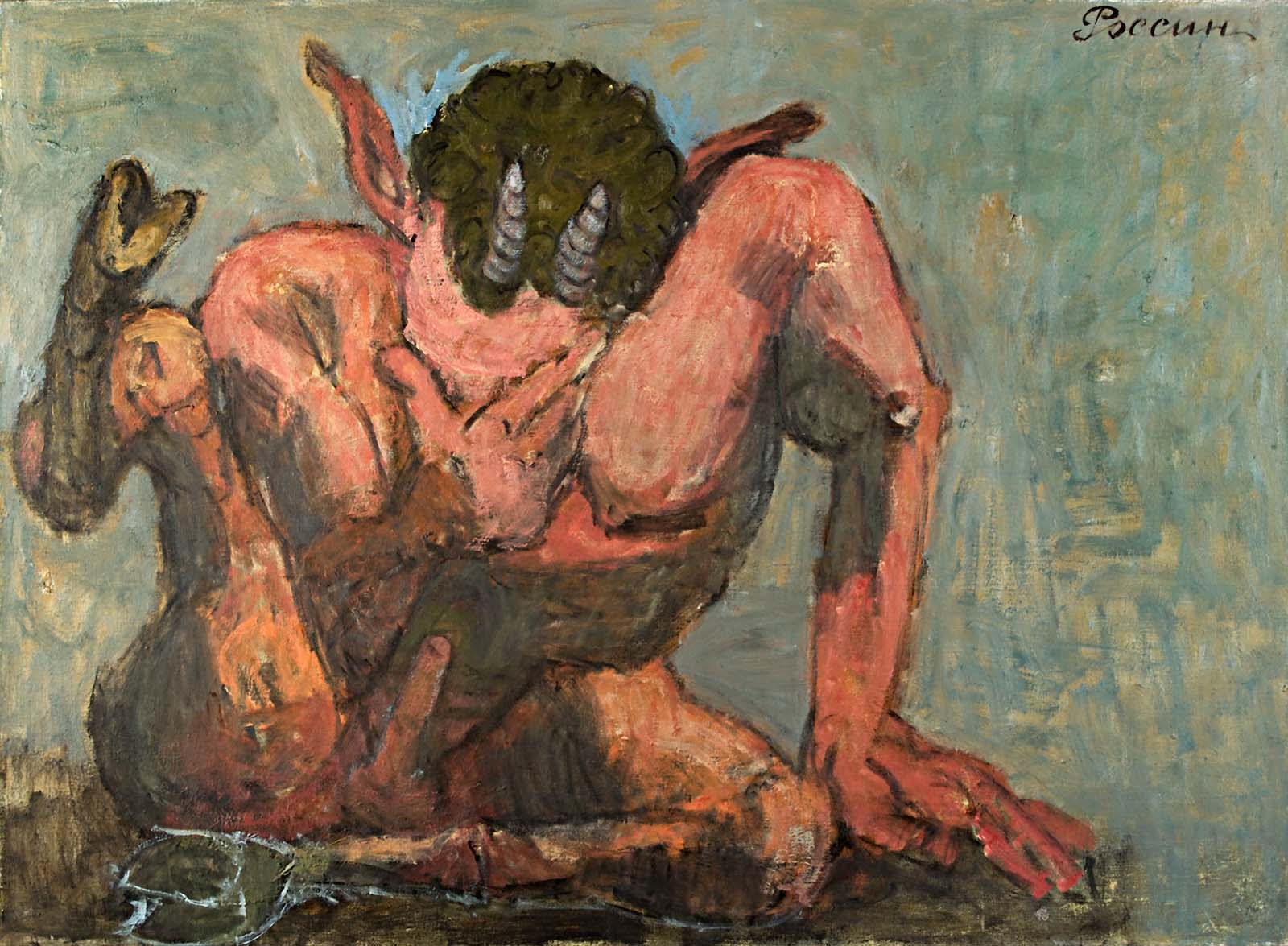
Страдающий сатир, 1990. Х., м
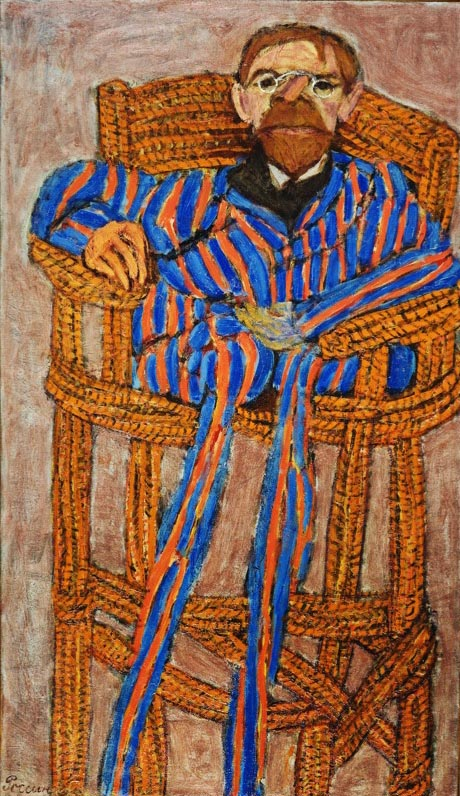
Чехов в садовом кресле, 1997. Х., м.
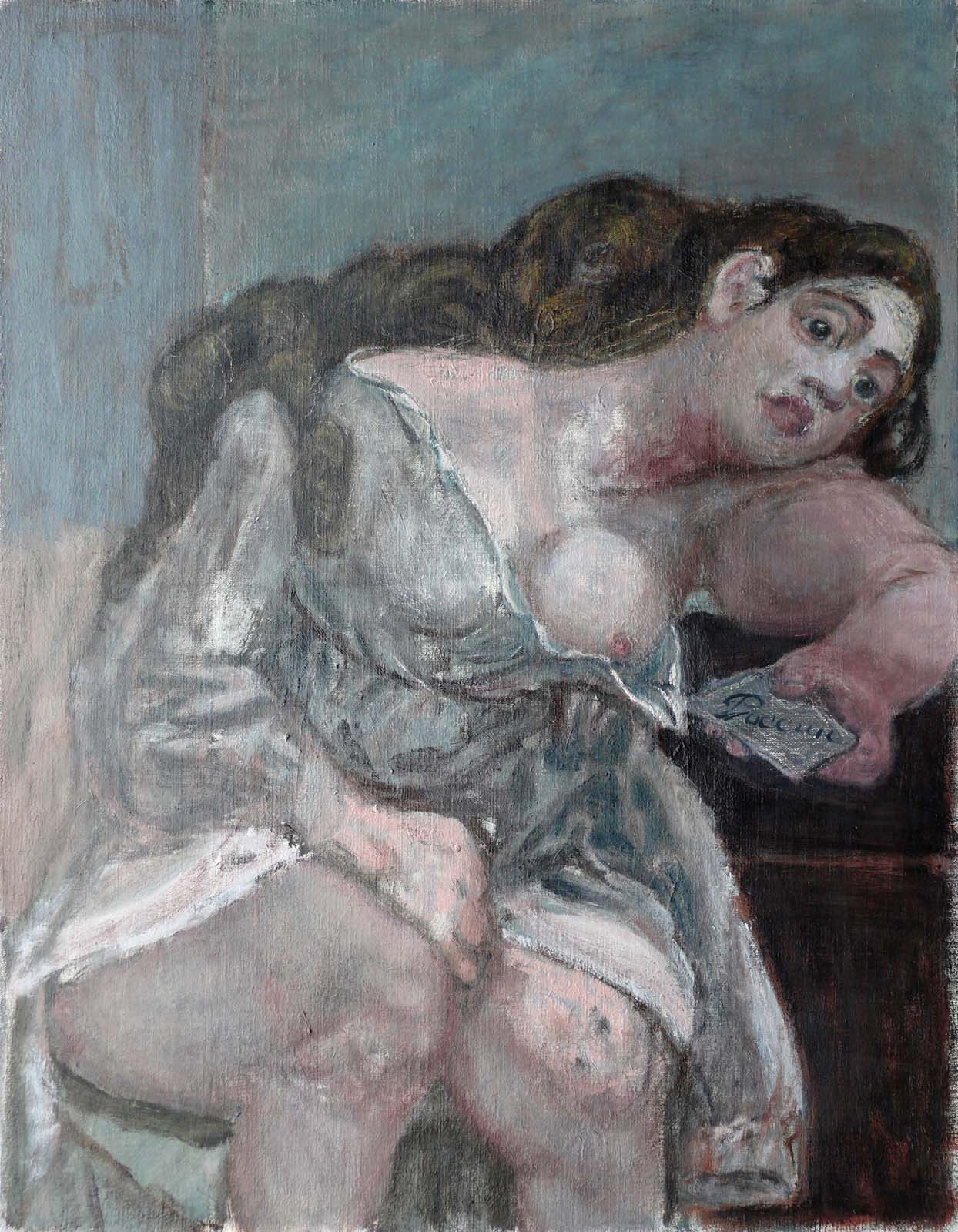
Любовное письмо, 2014. Х., м.

## Творчество
Михаил Герман:

И в России, и во Франции у Россина - строгая и серьёзная репутация. Истый художник и философ, Россин способен в сюжете преходящем, даже комическом отыскать нечто значительное, масштабное.
Способность взрастить на теме зла грозную и прекрасную живопись, сохранив безжалостное презрение к носителям этого зла - удивительная способность Россина. Что может быть страшнее и безысходнее триптиха "Расстрел Митрополита Вениамина" (1980), где мрачная точность истории синтетизируется и с библейским кошмаром, и с брутальным гротеском! У этой тенденции есть свои истоки - великая европейская традиция включала порой в историческую драму и безжалостный гротеск - можно вспомнить Брейгеля или Гойю.
За открытым первому взгляду анекдотом в картинах Россина даже уродство и страдание растворяются в красочном колдовстве. Он умеет эстетизировать безобразное, и это тоже в русле современной художественной традиции. Порой трудно (да и нужно ли) понимать, ищет ли художник великое в низменном или же vice versa. Скорее, не ищет - прозревает. И не столько их противоречие, сколько органическое единство. Художник, несомненно, ждёт одарённого и не пассивного зрителя. Требуется определённый зрительский талант, созвучный таланту художника, чтобы, благодаря драгоценным соцветиям, скрытому оптимизму ритмов, мощи мазка, ощутить в юдоли печали непреходящую радость жизни. Мир Россина труден и ждёт непраздного зрителя. Но право же, он не сложнее жизни. И способен помочь человеку увидеть эту жизнь яснее, мудрее.

Екатерина Андреева:

Радость — сложное переживание в искусстве Россина, и чаще всего художник представляет не открытое импрессионистическое счастье цветного радужного мира, но „нечаянную радость": огонек счастья там, где все погружено в печаль, где непонятно, чем держится жизнь — в таком убожестве она проходит. Самой этой нечаянной радостью сохраненного с любовью образа жизни собственно и становится его живопись.
Поразительна небывалая возможность одному человеку, без помощников, воплотить столь многие трагические события (войну во Вьетнаме, поимку и казнь Пугачева, преследования церкви времен Гражданской войны в России, геноцид евреев в годы Второй мировой).

## Официальный сайт
- Официальный сайт Соломона Россина